# Guerra de divisas

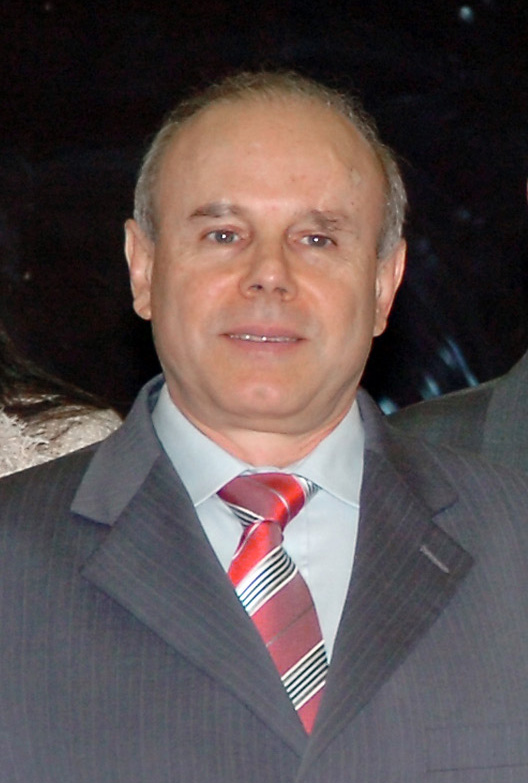
Ministro de Finanzas brasileño Guido Mantega, quien recibió titulares cuando lanzó la alarma sobre una guerra de divisas en septiembre de 2010. En julio de 2011, declaró al Financial Times que, en su opinión, la guerra «no había acabado»

Guerra de divisas, también conocida como devaluación competitiva, es una condición en las relaciones internacionales donde los países compiten entre ellos para alcanzar un tipo de cambio relativamente bajo para su propia moneda. Cuando el precio para comprar determinada divisa cae, también decrece el precio real de las exportaciones del país en cuestión; a su vez, las importaciones se vuelven más caras, por lo que la industria doméstica y, por tanto, el empleo recibe un impulso en demanda tanto doméstica como externa. No obstante, el aumento en el precio de las importaciones puede dañar el poder adquisitivo de los ciudadanos. La política también puede desencadenar una represalia por parte de otros países que, a su vez, puede conducir a un declive general en el comercio internacional, decrecimiento que afectaría a todos los países.
La devaluación competitiva ha sido rara a lo largo de la mayor parte de la historia, los países han preferido, por lo general, mantener un alto valor para su moneda; se han contentado con permitir que su valor sea fijado por el mercado o han participado en sistemas de tipos de cambio de flotación controlada. Una excepción fue el episodio de guerra de divisas que ocurrió en los años 1930. Se considera que este periodo ha sido una situación adversa para todos los involucrados, dado que todos los participantes sufrieron cuando se redujo el comercio internacional a causa de cambios impredecibles en las tasas de intercambio.
Según Guido Mantega, el ministro de Finanzas brasileño, una guerra de divisas global estalló en 2010. Esta opinión fue compartida por muchos otros periodistas financieros y funcionarios gubernamentales de todo el mundo. Otros responsables de políticas y periodistas han sugerido que la frase «guerra de divisas» podría exagerar el grado de hostilidad, aunque están de acuerdo en que existe el riesgo de una mayor escalada. Los Estados involucrados en una devaluación competitiva desde 2010 han usado una mezcla de herramientas políticas, incluyendo intervención gubernamental directa, la imposición de controles de capital e, indirectamente, flexibilización cuantitativa. Si bien muchos países han experimentado presiones al alza no deseadas sobre sus tasas de intercambio y han participado en las discusiones en curso, la dimensión más notable ha sido el conflicto retórico entre Estados Unidos y China sobre la valoración del yuan. El episodio que comenzó a inicios del siglo XXI está siendo seguido por diferentes mecanismos como fue el caso en los años 1930 y las opiniones entre los economistas han estado divididas en cuanto si tendrá un efecto negativo neto sobre la economía global. Para abril de 2011, la prensa comenzó a informar que la guerra de divisas había terminado; aunque Guido Mantega ha continuado afirmando que el conflicto está todavía en curso.

## Antecedentes

### Razones para una devaluación intencionada

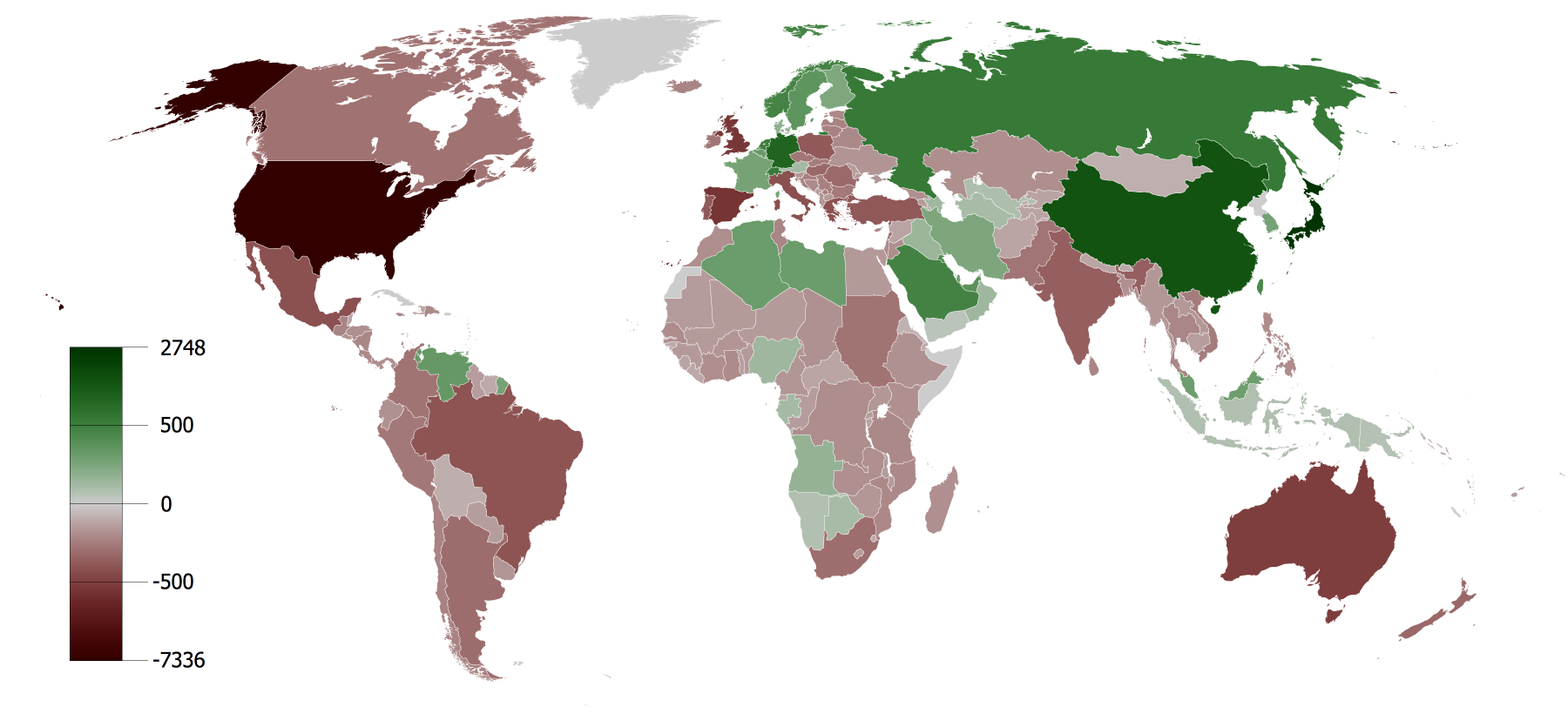
Balance acumulado de cuenta corriente 1980-2008 (en mil millones de dólares) con datos del FMI. Para una imagen interactiva de desequilibrios globales y otras tendencias macros para las dos décadas pasadas y las proyecciones futuras, visitar la OECD

Históricamente, la devaluación, con sus consecuencias adversas, ha sido raramente una estrategia preferida. Según un estudio de 1971 del economista Richard Cooper, una devaluación sustantiva es una de las políticas más «traumáticas» que un gobierno puede adoptar, ya que casi siempre trae consigo indignación popular y demandas de que el gobierno sea reemplazado. La devaluación puede llevar a una reducción del nivel de vida de los ciudadanos, dado que su poder adquisitivo es reducido tanto para comprar importaciones como cuando viaja al exterior. También puede aumentar la presión inflacionaria. Además, se puede volver más caros los pagos de intereses de deuda externa si esta se encuentra pactada en una divisa extranjera, así como desincentivar a inversores extranjeros. Por lo menos hasta el siglo XXI, una moneda fuerte era comúnmente vista como una marca de prestigio, mientras que la devaluación estaba asociada con gobiernos débiles. No obstante, cuando un país está sufriendo un alto desempleo o desea adoptar una política de crecimiento liderado por exportaciones, una tasa de intercambio baja puede ser vista como ventajosa.
Desde inicios de los años 1980, el Fondo Monetario Internacional (FMI) ha propuesto la devaluación como una solución potencial para los países en vías de desarrollo que siempre gastan más en importaciones que lo que ganan por sus exportaciones. Un valor menor para la divisa local aumentará el precio de las importaciones, al mismo tiempo que abarata las exportaciones. Esta medida tiende a promover la producción doméstica, la cual aumenta el empleo y el producto bruto interno (PBI), aunque el efecto podría no ser inmediato debido a la condición de Marshall-Lerner.
La devaluación puede ser vista como una solución atractiva al desempleo cuando otras opciones, como un mayor gasto público, han sido descartadas debido a una alta deuda pública o cuando un país tenga un déficit comercial que puede ser corregido con una devaluación. Un motivo común para preferir la devaluación en economías emergentes es que al mantener una tasa de intercambio relativamente baja les ayuda a aumentar sus reservas internacionales, las cuales los protegen contra futuras crisis financieras

### Mecanismos para devaluar
Un Estado que desee devaluar, o al menos comprobar la apreciación de su moneda, debe trabajar al interior de las limitaciones Sistema Monetario Internacional vigente. Durante los años 1930, los países tenían relativamente más control directo sobre sus tasas de intercambio a través de acciones de sus bancos centrales. Tras el colapso del sistema Bretton Woods a inicios de los años 1970, los mercados incrementaron sustancialmente su influencia de forma que las fuerzas del mercado fijan en gran medida las tasas de intercambio para un creciente número de países; sin embargo, un banco central de un Estado todavía puede intervenir en los mercados para efectuar una devaluación si vende su propia moneda para comprar otras divisas. En la práctica, significa la compra de activos, tales como bonos del gobierno, que están denominados en otras divisas. Como resultado, el valor de su moneda comenzará a caer: una práctica común en Estados con un régimen de tipo de cambio de flotación controlada. De forma menos directa, la flexibilización cuantitativa (común en 2009 y 2010) tiende a llevar a una caída en el valor de la divisa, incluso si el banco central no compra directamente activos extranjeros.
Un tercer método consiste en que las autoridades simplemente hagan bajar el valor de su divisa al disuadir a especuladores que apuesten por un aumento futuro, aunque algunas veces esta medida tiene un efecto poco discernible. Finalmente, un banco central puede producir una devaluación al bajar su tasa de interés base; sin embargo, algunas veces, esta acción tiene un efecto limitado y, desde el fin de la Segunda Guerra Mundial, la mayoría de bancos centrales ha fijado su tasa base de acuerdo a las necesidades de su economía doméstica.
Si las autoridades de un país desean devaluar o evitar la apreciación de su moneda frente a unas fuerzas de mercado que ejercen una presión al alza sobre su moneda y retener el control de las tasas de interés, como suele ser el caso, será necesario poner en efecto controles de capital, debido a las condiciones que surgen del dilema de la trinidad imposible.

### Flexibilización cuantitativa
La flexibilización cuantitativa es la práctica por la cual un banco central intenta mitigar una recesión potencial o real por medio de un incremento de la masa monetaria para su economía doméstica. Este resultado es posible mediante la creación de dinero y su inyección en la economía doméstica con operaciones de mercado abierto. Es posible que se prometa destruir todo el dinero recién creado, una vez que la economía mejore, para evitar la inflación.
Fue una práctica ampliamente usada como respuesta a las crisis financieras que comenzaron en 2007, especialmente en Estados Unidos y el Reino Unido, y en menor medida en la eurozona. El banco de Japón fue el primer banco central en afirmar haber usado esta práctica. Para llevar a cabo la flexibilidad cualitativa a gran escala, se debe tener una gran reserva de divisas extranjeras, como la tienen los Estados Unidos, Japón, Inglaterra y la eurozona, de otra manera, se crea un riesgo de que especuladores del mercado provoquen una devaluación acelerada lo que causaría que el efecto positivo de la estrategia se elimine. Teóricamente, el dinero podría ser compartido entre la población total, sin embargo, en la práctica, el nuevo dinero es generalmente usado para comprar activos de instituciones financieras. La idea es que el dinero extra ayude a los bancos a restaurar sus balances generales, y por lo tanto fluya de éstos a otras áreas de la economía en donde se necesita, lo cual aumenta el gasto y la inversión. Sin embargo, en noviembre de 2010, la disponibilidad de crédito había permanecido baja en los países que habían adoptado prácticas de QE, lo cual indicaba que el dinero no se encontraba fluyendo libremente de los bancos al resto de la economía.
Aunque la administración de los Estados Unidos ha negado que la devaluación de su moneda fuera parte de sus objetivos para implementar la flexibilidad cuantitativa, la práctica puede actuar para devaluar la moneda de un país de dos diferentes maneras. En primer lugar, ésta provoca que los especuladores apuesten que una moneda bajará de valor y en segunda, el amplio incremento de la oferta de dinero bajará las tasas de interés domésticas, lo cual provocará que éstas sean mucho más bajas que las tasas presentes en otros países que no practican la flexibilidad cuantitativa. Lo anterior provoca condiciones para un «carry trade», en donde los participantes del mercado se pueden comprometer en una forma de arbitraje, pidiendo prestado en la moneda del país que practica la flexibilidad cuantitativa y prestando en os países con una tasas de interés relativamente alta. Debido a que las monedas de los países que practican la flexibilidad cuantitativa se venden de manera efectiva en los mercados internacionales, esto aumenta la oferta de la moneda, bajando su precio de mercado. Para octubre de 2010, existían expectaciones altas acerca de un posible segundo periodo de flexibilidad cuantitativa por parte de los Estados Unidos, Inglaterra y Japón; existían prospectos de que la eurozona aplicaría la misma práctica, sin embargo la probabilidad de estos era menor.
En los inicios de noviembre de 2010, los Estados Unidos iniciaron el segundo periodo de flexibilidad cuantitativa, el cual había sido esperado. La reserva federal puso a disposición del mercado $600 billones de dólares para la compra de activos financieros. Esto incitó un basto criticismo desde China, Alemania y Brasil, en el que se decía que los Estados Unidos estaban tratando de utilizar la QE2 para devaluar su moneda sin considerar el efecto que los flujos de capital entrantes tendrían en las economías emergentes.
Algunos líderes importantes de los países críticos como Zhou Xiaochuan, gobernador del banco de popular de China, han comentado que la QE2 es entendible dado los retos que enfrentan los Estados Unidos. Wang Jun, el vice ministro de finanzas de China comentó que la QE2 podía «ayudar a revivir de manera tremenda parte de la economía global». El presidente Barack Obama ha defendido a la QE2 diciendo que ésta ayudaría a la economía de Estados Unidos a crecer, lo que sería «bueno para el mundo entero». Japón también inicio un segundo periodo de flexibilidad cuantitativa de menor escala que la iniciada en Estados Unidos; por su parte, Inglaterra y la eurozona no anuncIaron una política de flexibilidad cuantitativa en el 2010.

### Condiciones internacionales requeridas para la guerra de divisas
Para que pueda ocurrir una guerra de monedas extendidas, una gran porción de economías significantes deben desear devaluar su economía en un mismo momento. Éste hecho solo ha pasado durante la recesión económica global.
Una devaluación de una moneda individual tiene que evolucionar en un aumento de valor en al menos una moneda. El aumento correspondiente se repartirá, generalmente, en las demás monedas y, a menos que el país que se devalúa tenga una economía gigante y se devalúe sustancialmente, el aumento de las otras monedas será pequeño o incluso poco reconocible. En tiempos normales, los países están felices de aceptar pequeños aumentos en el valor de su moneda o, en el peor de los casos, serán indiferentes a este hecho. Sin embargo, si una gran parte del mundo sufre de recesión, por poco crecimiento o están persiguiendo estrategias que dependen de un balance de pagos favorable, entonces las naciones pueden comenzar a competir entre ellas mismas para devaluar. En estas condiciones, una vez que un pequeño número de países empiezan a intervenir, esto puede causar la intervención correspondiente de otros a medida que estos tratan de prevenir un mayor deterioro en la competitividad de las exportaciones.

## Panorama histórico

### Hasta 1930
Por milenios, volviendo al menos al periodo clásico, los gobiernos han devaluado sus monedas de manera regular al reducir su valor intrínseco. Los métodos para esta práctica han incluido la reducción del porcentaje de oro en las monedas o la substitución de metales menos preciosos por oro. Sin embargo, hasta el siglo 19, la proporción del comercio que ocurría entre las naciones del mundo era muy baja, por lo que las tasas de cambio no eran un asunto de gran atención. En lugar de ser vistos como medios de ayudar a los exportadores, la devaluación de las monedas era motivada por el deseo de incrementar la oferta de dinero doméstica y la riqueza de las autoridades a través de el señoraje, especialmente cuando ellos necesitaban financiar guerras o pagar deudas. Un notable ejemplo es la devaluación sustancial que ocurrió durante las guerras napoleónicas. Cuando las naciones deseaban competir económicamente, éstas típicamente practicaban el mercantilismo, esto seguía incluyendo intentos por limitar las importaciones, pero raramente a través de la devaluación. Un método favorecido era el de proteger a las industrias locales usando controles de cuenta corriente como tarifas. Desde la última parte del siglo 19, y especialmente en Inglaterra la cual fue la economía más grande del mundo una gran parte del siglo 19, el mercantilismo se desacreditó por la teoría rival del libre mercado, la cual sostenía que la mejor manera de propiciar la prosperidad sería permitir el comercio libre de los controles impuestos por el gobierno. El valor intrínseco del dinero se convirtió en un hecho real con el patrón oro siendo ampliamente adaptado de 1870 a 1914, por lo que, mientras que la economía global se integraba suficientemente, había poca oportunidad para la devaluación competitiva. Después del final de la Primera Guerra Mundial, muchos países aparte de los Estados Unidos experimentaron una recesión y pocos regresaron de manera inmediata al patrón oro, por lo que varias condiciones para una guerra de moneda se generaron. Sin embargo la guerra de divisas no ocurrió ya que Inglaterra se encontraba tratando de elevar el valor de su moneda a sus niveles de la pre guerra, por lo que cooperaba de manera efectiva con los países que deseaban devaluar sus monedas en el mercado. Para la mitad de la década de 1920, una gran cantidad de los miembros del patrón oro se habían reunido y mientras que el estándar no funcionaba tan exitosamente como antes de la guerra, no había una devaluación competitiva distribuida ampliamente.

### La guerra de monedas en la gran depresión
Durante la Gran depresión de 1930, la mayoría de los países abandonaron el patrón oro, provocando que muchas divisas no tuvieran un valor intrínseco. Con un amplio desempleo, las devaluaciones se volvieron comunes. Efectivamente, las naciones competían para exportar el desempleo, una política que ha sido frecuentemente descrita como «hacer mendigo al vecino». Sin embargo, debido a que los efectos de la devaluación serían compensados por una devaluación de las naciones vecinas, pocas naciones legarían a tener un balance duradero de sus divisas. Por otro lado, las fluctuaciones resultantes en los tipos de cambio eran dañinas para los comerciantes internacionales, causando que el comercio internacional bajara de manera importante, causando daños a todas las economías.
La fecha exacta del inicio de la guerra de divisas de 1930 está abierta al debate. Las tres naciones principales fueron Inglaterra, Francia y los Estados Unidos. En la mayor parte de la década de 1920, los tres países tuvieron intereses similares, Estados Unidos y Francia apoyaron los esfuerzos de Inglaterra para aumentar el valor de la Libra ante las fuerzas del mercado. La colaboración fue generada por la fuerte relación de amistad entre los banqueros centrales de las naciones, especialmente entre Montagu Norman del banco británico y Benjamin Strong del banco de Estados Unidos, hasta que este último murió en 1928. Después de el Crash de Wall Street de 1929, Francia perdió fe en la libra como fuente de valor y comenzó a vender este activo en el mercado. Desde la perspectiva de Inglaterra, Francia y los Estados Unidos no se encontraban siguiendo las reglas del patrón oro. En lugar de permitir que los flujos positivos de oro incrementara la oferta de dinero (lo que había expandido esas economías pero reducido sus superávit de comercio) Francia y los Estados Unidos comenzaron a «libralizar» los flujos, generando montones de oro. Estos factores se contribuyeron a la crisis de la Libra de 1931; en septiembre de ese año, Inglaterra se encontraba devaluada, y sacó la libra del patrón oro. Por varios años después de este fenómeno, el comercio fue interrumpido por la devaluación y las tarifas vengativas. La guerra de divisas de 1930 es generalmente considerada con la firma del tratado monetario triple de 1936.

### Era de Bretton Woods
Desde el inicio de la Segunda Guerra Mundial hasta 1971, el sistema Bretton Woods de tipos de cambio semifijos causaba que la devaluación competitiva no fuera una opción, lo cual fue uno de los objetivos principales de los arquitectos del sistema. Adicionalmente, el crecimiento económico se encontraba en niveles altos en este periodo, por lo que había poca incentiva para provocar una guerra de monedas, incluso si ésta fuese posible.

### De 1973 al 2000
Mientras que algunas de las condiciones que permitían una guerra de monedas se encontraban presentes en varios puntos del tiempo de este periodo, los países generalmente tenían prioridades diferentes, por lo que en ningún punto existió una cantidad de países suficientes que desearan devaluar su moneda de manera simultánea para crear una guerra de monedas. En diversas ocasiones, los países estaban generando intentos desesperados para no causar devaluaciones, sino para prevenirlas. Por este motivo, los países no se esforzaban contra otros países sino contra las fuerzas del mercado que se encontraban ejerciendo presión no deseada para devaluar sus monedas. Entre los ejemplos de esta situación podemos encontrar a Inglaterra durante el Miércoles negro y varias economías tigre durante las crisis de Asia de 1997. Durante los años centrales de la década de 1980, los Estados Unidos deseaban devaluar su moneda significativamente, y lograron obtener la cooperación de otras economías grandes con el Acuerdo de Plaza. Mientras que la influencia del libre mercado llegaba a su apogeo durante la década de 1990, las economías avanzadas y las emergentes notaron que era mejor dejar correr a la economía con los mercados y no intervenir, incluso cuando existían déficit substanciales de cuenta corriente.

### Del 2000 al 2008
Durante la crisis asiática de 1997, varias economías asiáticas contaban con niveles bajos de reservas internacionales, lo que causaba que éstas tuvieran que aceptar términos duros por parte del FMI, y fueron forzadas a aceptar precios bajos por la venta de sus activos. Lo anterior destrozó la fe que existía en la ideología del libre mercado para los países emergentes, y desde el año 2000 éstos comenzaron a intervenir para mantener el valor de sus divisas a niveles bajos. Esto aumentó su habilidad para perseguir un crecimiento económico motivado por las exportaciones mientras que al mismo tiempo generaban grandes cantidades de reservas internacionales para poderse proteger de crisis futuras. En este tiempo ninguna guerra de monedas se pudo observar ya que las economías avanzadas aceptaron esta estrategia, ya que en el corto plazo ésta generaría beneficios para sus ciudadanos quienes podían comprar objetos importados a bajo precio y por este motivo podían mejorar su nivel de vida. El déficit de la cuenta corriente de los Estados Unidos creció de manera substancial, sin embargo hasta el 2007, el consenso general de los economistas de libre mercado y los creadores de leyes como Alan Greenspan, en ese entonces el presidente de la FED, y Paul O'Neill, el secretario del tesoro de Estados Unidos, era que el déficit no era un problema del que se debían preocupar.
Lo anterior no afirma que no existieron intereses acerca de este asunto, en el 2005, por ejemplo, un conglomerado de ejecutivos de Estados Unidos, junto con algunos sindicatos y personas del gobierno de rango medio, hablaron acerca de lo que ellos percibían como prácticas no justas de China. Estas preocupaciones fueron disipadas de manera rápida. La estabilidad del dólar fue restablecida a medida que las crisis financieras redujeron las órdenes de exportación de China.
Los economistas como Michale P. Dooley, Peter M. Garber, y David Folkerts-Landau describieron la nueva relación económica entre las economías emergentes y los Estados Unidos como el Bretton Woods II.

### Devaluación competitiva después del 2009

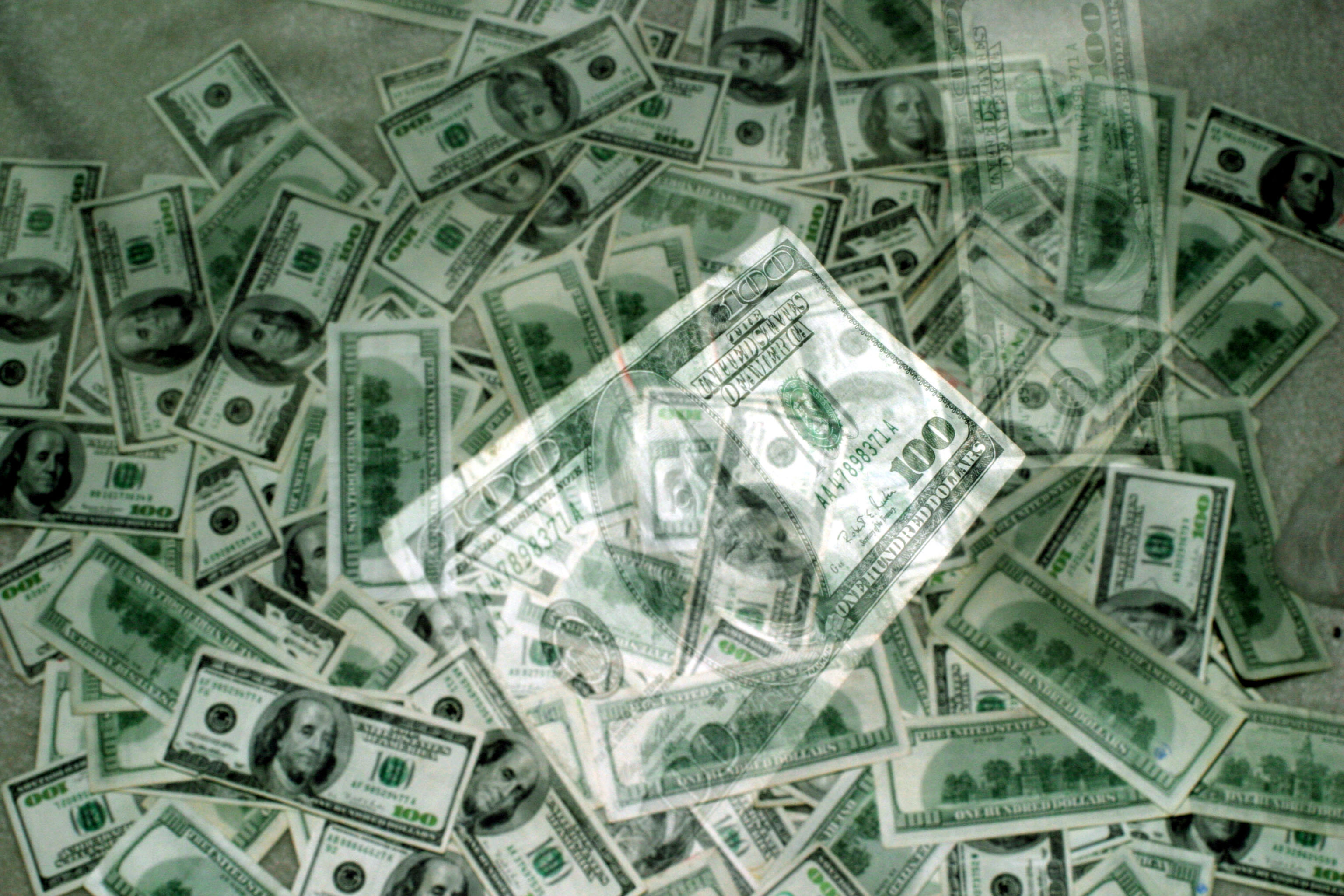
Al ser la moneda más utilizada para reservas internacionales, el dólar estadounidense fue la moneda central en la guerra de divisas del 2010-2011.

Para el 2009, algunas de las condiciones necesarias para una guerra de monedas habían regresado, con una depresión económica severa, el comercio global en ese año se redujo un 12 %. Existió una amplia preocupación de las economías avanzadas acerca del tamaño de sus déficits, éstas comenzaron a unirse a las economías emergentes en la visión de un crecimiento generado por las exportaciones. En marzo de 2009, incluso antes de que la cooperación internacional alcanzara su mayor nivel con la reunión en Londres del G-20 del 2009, el economista Ted Truman se convirtió en uno de los primeros en advertir de los daños de la devaluación competitiva. Él también acuñó la frase «no apreciación competitiva».
El 27 de septiembre del 2010, el ministro de finanzas de Brasil, Guido Mantega, anunció que el mundo estaba «en medio de una guerra de divisas». Numerosos periodistas financieros concordaron con el punto de vista de Mantega, como Alan Beattie del Financial Times y Ambose Evans-Pitchard de The Telegraph. Los periodistas ligaron el anuncio de Mantega a las intervenciones recientes por varios países que buscaban reducir el valor de su moneda, incluyendo a China, Japón, Colombia, Israle y Suiza.
Otros analistas, como Jim O'Neill de Goldman Sachs, comentaron que los temores de una guerra de divisas estaban exagerados. En septiembre, los creadores de políticas como Dominique Strauss-Kahn, en aquel entonces director del IMF, y Tim Geithner, el secretario del tesoro de Estados Unidos, reportaron que las posibilidades de que se creara una guerra de divisas genuina eran bajos, sin embargo en los primeros días de octubre, Strauss-Kahn alertaba que el riesgo de una guerra de divisas era real. Él también comentó que el IMF podía ayudar a resolver los desequilibrios del mercado los cuales podían ser subyacentes para los conflictos acerca de la valuación de divisas. Mr Strauss-Kahn dijo que, usar las monedas como armas «no es una solución y esto puede llevar a una situación muy mala. No hay solución local a un problema global».
Una atención considerable se ha enfocado en los Estados Unidos, debido a sus programas de flexibilidad cuantitativa y en China. Por gran parte del 2009 y del 2010, China ha estado bajo presión de los Estados Unidos para permitir que el Yuan se aprecie. Entre junio y octubre del 2010, China permitió una apreciación del 2 % de su moneda, sin embargo hay algunas preocupaciones de los observadores americanos de que China solo relaje su intervención cuando existe una presión alta. La paridad fija no fue abandonada hasta antes de la reunión del G20 en junio, después de la cual el Yuan se apreció un 1 % solo para devaluarse de manera lenta tiempo después, hasta que la presión continua de los EU en septiembre que provocó que el Yuan se apreciara de una manera más elevada, justo antes de las juntas del congreso de EU de septiembre que discutirían medidas para forzar una revaluación.
Reuters sugirió que China y Estados Unidos estaban ganando la guerra de divisas, manteniendo el valor de sus monedas bajo mientras que impulsaban el valor del euro, el yen y otras monedas de las economías emergentes.
Maarin Wolf, el economista líder del Financial Times, comentó que podrían existir ciertas ventajas en las economías occidentales de la posición más confrontal en contra de China, la cual en los años recientes había sido la principal patrocinadora de la devaluación competitiva. También comentó que en lugar de utilizar medidas proteccionistas que podían iniciar una guerra de divisas, una táctica mejor sería usar controles de capital en contra de China para prevenir que este país pudiera comprar moneda extranjera para devaluar el yuan, como lo sugirió previamente Daniel Gros, el director del Centro para el estudio de las políticas europeas.
Una vista contrastante fue publicada el 19 de octubre, en un escrito del economista chino Yiping Huang comentando que los Estados Unidos no había ganado la última guerra de divisas con Japón, y que tenía menos posibilidades de que ganara la que se encontraba con China; sin embargo él comentaba que EU debía enfocarse en mejorar los ajustes estructurales de la junta del G20 del 2010.
Discusiones acerca de la guerra de monedas y los desequilibrios dominaron la junta del G20 de 2010, sin embargo poco proceso se realizó para resolver el problema.
En la primera mitad del 2011, los analistas y la prensa financiera han reportado ampliamente que la guerra de monedas ha acabado o al menos que había entrado en calma, sin embargo en julio de 2011, Guido Mantega comentó al Financial Times que el conflicto seguía su curso.
A medida que la confianza de los inversionistas de la economía global cayó en agosto, Bloomberg comentó que la guerra de divisas había entrado en una nueva etapa. Esto continuó con nuevas pláticas acerca de una posible tercera ronda de la flexibilidad cuantitativa por los EU y las intervenciones de los primeros tres días de agosto por Suiza y Japón bajaron el valor de sus monedas.
En septiembre, como parte del discurso inaugural del debate número 66 de las Naciones Unidas, y además en un artículo del Financial Times, la presidenta de Brasil Dilma Rousseff pidió el fin de la guerra de divisas a través del uso de monedas flotantes y una mayor cooperación y solidaridad entre las economías más grandes, con políticas de tipos de cambio fijadas para el bien en lugar de tener naciones individuales buscando una ganancia para ellos mismos.
En marzo de 2012, Rousseff comentó que Brasil seguía experimentando una apreciación no deseable de su moneda; su ministro de finanzas Guido Mantega comentó que el país no seguiría «haciéndose el tonto» dejando que otros se aprovecharan del uso de la devaluación competitiva; éste anunció nuevas medidas enfocadas a limitar una apreciación mayor del Real brasileño. Para junio, el Real había caído sustancialmente de su auge contra el dólar y Mantega pudo relajar sus medidas en contra de la apreciación de la moneda.

### Guerra de divisas en el 2013
A la mitad del mes de enero de 2013, el banco central de Japón mostró intención de implementar un programa de compra de bonos el cual devaluaría al Yen. Esto resultó en un periodo corto pero intensivo de alarma acerca del riesgo de un posible renacimiento de la guerra de divisas.
Diversos banqueros centrales y ministros de finanzas emitieron diversas alertas públicas, el primero siendo Alexei Ulyukaye, el primer diputado en jefe del banco central ruso. A él se unieron muchos otros, incluyendo a Park Jae-wan, el ministro de finanzas de Corea del Sur, y por Jens Weidmann, presidente del Bundesbank. Weidmann mantuvo el punto de vista de que las intervenciones en el periodo del 2009 al 2001 no fueron lo suficientemente intensas para contar como una devaluación competitiva, sino que una guerra de divisas genuina no era una posibilidad real. El ministro de economía de Japón Akira Amari había dicho que el programa de compra de bonos del banco central de Japón estaba dirigido a combatir la deflación y no para debilitar el yen.
En los primeros días de febrero, el presidente del banco ECB Mario Draghi coincidió que la política monetaria de expansión como la QE no habían sido tomadas para provocar una devaluación deliberada. El enunciado de Draghi mostró una indirecta en la que se mencionaba que el ECB tomaría acciones si el euro se continua apreciando, y esto causó que el valor de la moneda caiga de manera considerable. A mediados del mismo mes, un anuncio del G7 afirmó el compromiso de las economías avanzadas para evitar una guerra de divisas. Este fue inicialmente interpretado por los mercados como una ratificación de las acciones de Japón, sin embargo una clarificación sugirió que a los EU les agradaría que Japón bajara su lenguaje, específicamente a través de no ligar políticas como la QE a un deseo de devaluar el Yen. La mayoría de los comentaristas han comentado que si un nuevo periodo de devaluación competitiva ocurre, la economía global terminaría dañada. Sin embargo algunos analistas han comentado que las acciones planeadas de Japón podrían estar en los intereses de largo plazo para el resto del mundo; así como paso en el incidente del 2010-11, el economista Barry Eichengreen ha sugerido que incluso si otros países comienzan a intervenir en contra de sus monedas, esto podía generar un crecimiento acelerado en el mundo entero, ya que los efectos serían similares a una semicordinación de una expansión monetaria global. Otros analistas han expresado un escepticismo acerca del riesgo de la creación de una guerra de divisas, Marc Chandler, el estratega de divisas en jefe de Brown Brothers Harriman, comentó: «una guerra de monedas es una posibilidad remota».
El 15 de febrero, un anuncio liberado en la reunión del G20 de los ministros de finanzas y los gobernadores de los bancos centrales en Moscow afirmó que Japón no enfrentaría un gran nivel de criticismo internacional por sus planes de política monetaria. En una observación endosada por el presidente de la FED, Ben Bernanke, y el director del IMF Christine Lagarde, comentaron que las preocupaciones recientes acerca de una posible guerra de divisas habían sido pretenciosas. Paul Krugman ha hecho eco del punto de vista de Eichengreen acerca de las políticas no convencionales de los bancos centrales se puede entender de mejor manera como una preocupación compartida para impulsar el crecimiento económico y no una guerra de divisas. El estratega Kamakshta Trivedi de Goldman Sachs ha comentado que las subidas de los mercados financieros significan que los jugadores del mercado concuerdan que las medidas de los bancos centrales se pueden comprender como una suavisación monetaria y no una devaluación competitiva. Otros analistas han continuado diciendo que las tensiones sobre la valuación de monedas se mantiene, siendo la guerra de monedas e incluso el comercio un riesgo significativo. Los oficiales de los bancos centrales de Suiza, Suecia y China han hecho anuncios acerca de posibles intervenciones futuras en las monedas de cada país.
Se han publicado análisis por los estrategas de las divisas en el RBS, calificando a los países según su potencial intervención, midiendo su intención relativa para debilitar su moneda y su capacidad para hacerlo. Los ratings están basados en la apertura de la economía del país, el crecimiento de las exportaciones y la valuación de la tasa real de cambio efectiva, así como la capacidad de cada país para debilitar su moneda sin dañar su propia economía. En enero de 2013, Indonesia, Tailandia, Malasia, Chile y Suecia eran los países con la mayor probabilidad de intervenir, mientras que Inglaterra y Nueva Zelanda se encuentran entre los que tienen menos posibilidad.
Desde marzo de 2013, las preocupaciones sobre las guerras de divisas futuras se han disminuido, a pesar de que en noviembre diversos periodistas y analistas alertaron sobre una posible guerra. La principal fuente de tensión apareció una vez más, esta vez sin ser Estados Unidos versus China o la eurozona contra Japón, sino los EU contra Alemania. En octubre, los oficiales del tesoro de los EU criticaron a Alemania por llevar a cabo altos superávits en las cuentas corrientes y por lo tanto, arrastrando la economía global.

### Guerra de divisas en el 2014
Desde septiembre del 2014, diversos periodistas, comentaristas y personas del sector financiero han incrementado las alarmas por una posible guerra de divisas futuras. En esta vez, en lugar de ser destinada a ser un impulso a la competitividad, algunos estados, especialmente Japón y la eurozona, podrían ser motivados a devaluar sus monedas como un medio de amenaza contra la deflación. El presidente del ECB, Mario Draghi ha negado todos los intentos por comenzar una devaluación competitiva.

### Guerra de divisas en el 2015
Un programa de flexibilidad cuantitativa de 60 billones de euros fue lanzado en enero de 2015 por el banco central europeo. Mientras que bajar el valor del euro no era parte de los objetivos oficiales del programa, hubo mucha especulación diciendo que el nuevo programa de QE representa una escalada de la guerra de monedas, especialmente desde los analistas trabajando en los mercados de FX. Por ejemplo David Woo, un director del Bank of America Merrill Lynch comento que hay un consenso creciente alrededor de los participantes del mercado que indica que se está entrando en cautelosamente en una guerra de monedas. Un editorial del Financial Times argumentó que las alarmas acerca de la guerra de divisas eran una vez más equivocadas.
En agosto de 2015, China devaluó el Yuan por solo el 3 %, parcialmente este hecho se debió por los datos débiles de exportación de -8.3 % de los meses previos. La caída en las exportaciones es causada por la pérdida de competitividad de este país en contra otros países exportadores como Japón y Alemania, en donde las monedas se han devaluado de manera drástica durante las operaciones previas de flexibilidad cuantitativa. Esto generó una ronda de devaluación en las monedas asiáticas, incluyendo Vietnam y Kazakhstan.

## Comparación entre la guerra de divisas de 1932 y elsigloXXI

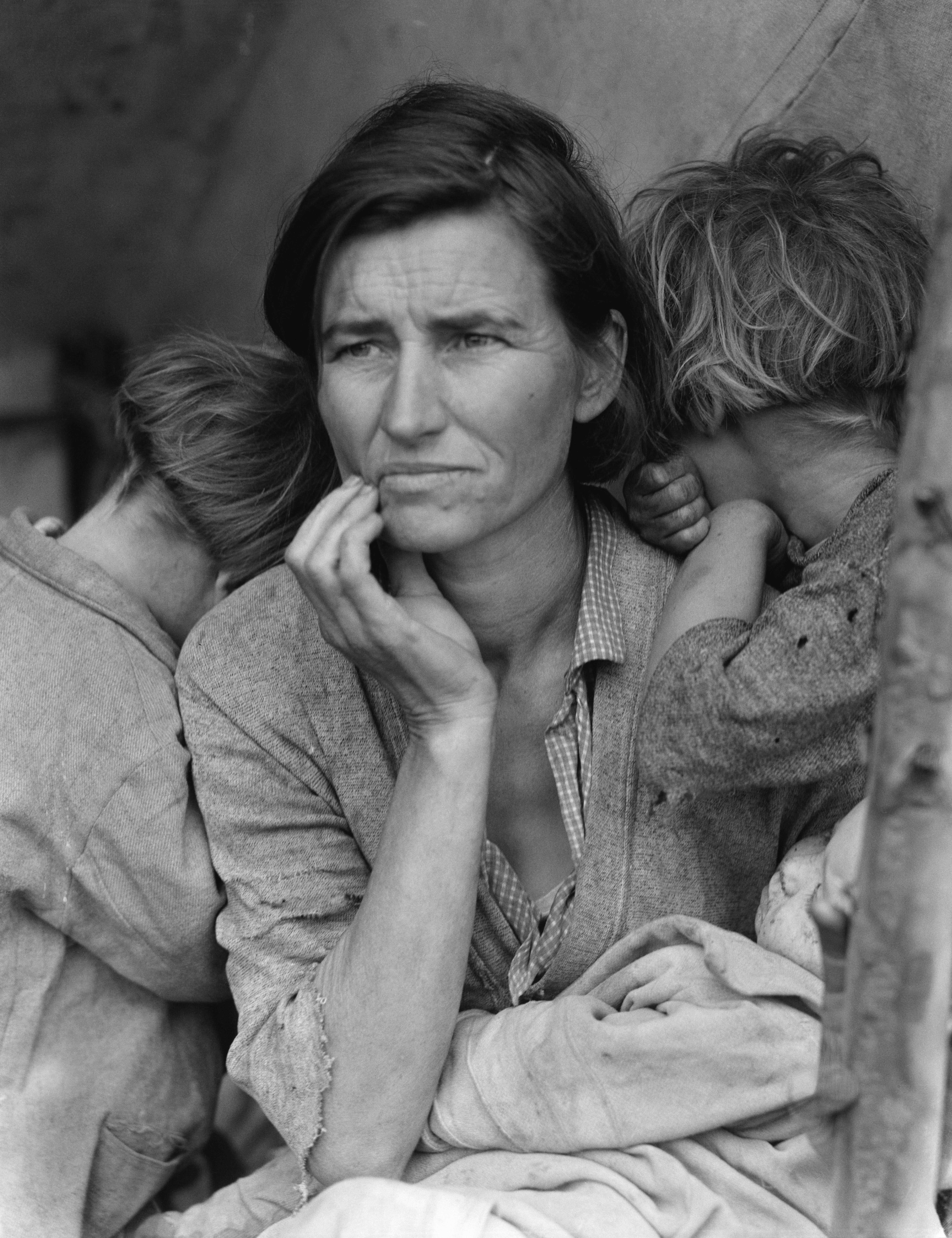
Migrant Mother by Dorothea Lange (1936). This portrait of a 32-year-old farm-worker with seven children became an iconic photograph symbolising defiance in the face of adversity. A currency war contributed to the world wide economic hardship of the 1930s Great Depression.

Los episodios de devaluación competitiva de 1930 y el del 2009 ocurrieron durante recesiones económicas. Una importante diferencia en el periodo del 2010, es que los comerciantes internacionales han sido más capaces en manejar su exposición a la volatilidad de los tipos de cambio debido a al sofisticado mercado financiero actual. La segunda diferencia es que durante el último evento, las devaluaciones han sido efectuadas por las naciones que expanden su oferta de dinero, ya sea a través de la creación de dinero para comprar moneda extranjero, en el caso de intervenciones directas, o a través de la creación de dinero para inyectar en la economía doméstica a través de la flexibilidad cuantitativa. Si todas las naciones tratan de devaluar al mismo tiempo, el efecto neto de las tasas de cambio se podría cancelar, dejando estas sin cambiar, sin embargo el efecto de expansión de las intervenciones se conservaría. Por lo que mientras no ha existido un intento colaborativo, algunos economistas como Barry Eichengreen de Berkeeys y Dominic Wilson de Goldman Sachs han sugerido que el efecto neto sería similar a una expansión monetaria semicoordinada lo cual ayudaría a la economía global. James Zhan de la Conferencia de las naciones unidas del desarrollo y comercio han alertado en octubre de 2010 que las fluctuaciones en las tasas de cambio han causado que las corporaciones reduzcan sus inversiones internacionales.
Comparando la situación del 2010 con la guerra de divisas de 1930, Ambrose Evans-Pritchard del diario Daily Telegraph han comentado que la nueva guerra de monedas puede ser benéfica para los países que experimentan déficits comerciales, notando que en la década de 1930 los países con grandes superávits fueron impactados de manera severa cuando la devaluación competitiva comenzó. Él también comentó que las tácticas más confrontales pueden afectar a los EE. UU. ya que estas han dañado el estatus del dólar como moneda para las reservas internacionales.
Ben Bernanke, presidente de la Reserva Federal de los EE. UU., también ha realizado una comparación con la devaluación competitiva del periodo entre guerras, refiriéndose a la esterilización de los flujos de oro por Francia y América los cuales ayudaron a sostener grandes superávits comerciales, pero los cuales también causaron la presión deflacionaria en sus socios comerciales, contribuyendo a la gran depresión. Bernanke ha hecho referencia que el ejemplo de 1930 implica que «la persecución del crecimiento generado por las exportaciones no puede resultar exitosa si las implicaciones de esta estrategia no toman en consideración el crecimiento y la estabilidad global».
En febrero de 2013, Gavyn Davies del Financial Times enfatizó que una diferencia clave entre la década de 1930 y el siglo XXI es que en los años 30 algunas de las represalias entre los países fueron llevadas a cabo no por las devaluaciones sino por los incrementos en las tarifas de importaciones, las cuales tienden a ser más disruptivas al comercio internacional.

## Otros usos
El término de «guerra de divisas» también ha sido usado con significados que no están relacionados con la devaluación competitiva.
En el libro del 2007 llamado «guerra de divisas» por el economista chino Song Hongbing, el término se usa en algunas ocasiones en un significado contradictorio para referirse a una práctica en donde los banqueros sin escrúpulos prestan dinero a los países de los mercados emergentes y después especulan en contra de la moneda de estos países para tratar de bajar el valor en contra de los deseos de los gobiernos de los estados.
En otro libro del mismo nombre, John Cooley usa el mismo término para hacer referencia a los esfuerzos de las autoridades monetarias de los países para proteger sus monedas de falsificadores, ya sea si éstos son criminales o son agentes de gobiernos extranjeros que tratan de devaluar una moneda y causar un exceso de inflación en contra de los deseos del gobierno local.
Jim Rickards, en su libro del 2011 Currency Wars: The Making of the Next Global Crisis, el autor comenta que las consecuencias de los intentos de la FED por impulsar el crecimiento económico podrían ser devastadores para la seguridad nacional de los EU. Aunque el libro de Rickars muestra una gran preocupación de la guerra de monedas como una devaluación competitiva, éste usa una definición más amplia del término, clasificando las políticas que causan inflación como una guerra de divisas. Estas políticas pueden ser vistas como una guerra metafórica en contra de aquellos que tienen activos monetarios a favor de esos que no los tienen, sin embargo a menos que los efectos de la inflación creciente del comercio internacional puedan ser compensados por una devaluación, las políticas inflacionarias tienden a hacer a las exportaciones de un país menos competitivas en contra de los países extranjeros. En una opinión del libro, Publishers Weekly comentó que «El primer libro de Rickards es una extensión de sus contribuciones y un simulador de juego de guerra que se mantiene en el laboratorio de análisis de guerra del laboratorio de física aplicada. Él comenta que el ataque financiero en contra de los Estados Unidos podría destruir la confianza en el dólar. Desde el punto de vista de Rickards, la política de la Fed de flexibilidad cuantitativa a través de la reducción de la confianza del dólar puede llevar al caos de los mercados financieros globales». Kirkus Reviews comentó: «desde el punto de vista de Rickards, el mundo se encuentra pasando a través de la tercera guerra de divisas basada en las devaluaciones competitivas. Esta guerra ocurrió en la década de 1960 y 1970, y calumnia la decisión de Nixon para sacar al dólar del patrón oro. La primera guerra de divisas se generó después de la Primera Guerra Mundial e incluyó la hiperinflación de Alemania de 1923 y la devaluación del dólar en contra del oro de 1933 de Roosvelt. Rickards demuestra que las devaluaciones competitivas son una carrera al fondo, y por lo tanto son instrumentos de un tipo de guerra. La tercera guerra de divisas, es una estimulación lograda a través del gasto de otros países. Él ofrece un punto de vista de como la depreciación continua y la devaluación del dólar llevarán a un colapso, el cual él afirma vendrá a través de un abandono de un instrumento inflado sin valor. Rickards también provee escenarios posibles para el futuro, incluyendo la colaboración entre la variedad de monedas, una emergencia del banco central mundial y un forzoso regreso del dólar al patrón oro a través de poderes de emergencia, basados en un régimen legal. El autor enfatiza que estas preguntas son cuestiones de política y elección, los cuales pueden ser diferentes».
Históricamente, el término también ha sido usado para referirse a la competición entre Japón y China para las preferencia de las monedas para ser usada en ciertas partes de Asia en los años que llevaron a la segunda guerra Sino-japonesa.